# Koki Hirota
Koki Hirota (14 de fevereiro de 1878 — 23 de dezembro de 1948) foi um diplomata e político do Japão. Ocupou o lugar de primeiro-ministro do Japão de 9 de março de 1936 a 2 de fevereiro de 1937. Após a Segunda Guerra Mundial, ele foi julgado, condenado e executado pelos Aliados como um criminoso de guerra.
Hirota não era um oficial militar, mas um burocrata civil e era popular entre o público, o que levou a uma petição para uma sentença reduzida, coletando 29.985 assinaturas no Japão. Mesmo hoje, seu nome é frequentemente mencionado quando os Julgamentos de Tóquio são debatidos no Japão como um julgamento de "justiça dos vencedores". 